# Деян (певец)
Деян Лазаревич (босн. Dejan Lazarević, род. в Сараево), выступающий также как Деян (босн. Dejan) — боснийский певец, вместе с Алмой представлявший свою страну на конкурсе песни Евровидение 1994.
Родился в Сараево, в семье музыкантов. С детства, помимо пения, увлекался также игрой на флейте. В начале 90-х выпустил дебютный сингл «City of Defiance».
В 1994 году вместе с Алмой Чарджич представлял Боснию и Герцеговину на конкурсе песни Евровидение, исполнив песню «Ostani kraj mene». Дуэт финишировал пятнадцатым, набрав 39 баллов.